# Leo Honkala
Leo „Lelle“ Ilmo Honkala (* 8. Januar 1933 in Oulu; † 17. Mai 2015 in Oxelösund, Schweden) war ein finnischer Ringer und Bronzemedaillengewinner bei den Olympischen Sommerspielen 1952 in Helsinki.

## Werdegang
Honkala startete für die Vereine Oulun Pyrintö, Oulun Poliisi-Urheilijat und Tampereen Poliisi-Urheilijat (ab circa 1954).
Bei den Olympischen Sommerspielen 1952 in Helsinki belegte der 19-jährige Honkala hinter Boris Gurewitsch aus der Sowjetunion und Ignazio Fabra aus Italien den dritten Platz und gewann somit in der griechisch-römischen Klasse bis 52 kg Bronze. Auf dem Weg zu dieser Medaille besiegte er Werner Zimmer aus dem Saarland, Mahmoud Fawzi aus Ägypten und Heinrich Weber aus Deutschland. Im Kampf gegen Weber hatte er dabei Glück, als die Jury auf einen Protest der finnischen Mannschaftsleitung hin, das Urteil, das zunächst auf Punktsieger Weber gelautet hatte, in Punktsieger Honkola umwandelte. Viele Ringerexperten sahen darin ein "Geschenk" des internationalen Ringerverbandes an den finnischen Gastgeber auf Kosten von Heinrich Weber. Im Kampf um Silber- bzw. Bronzemedaille unterlag Honkola gegen Ignazio Fabra aus Italien und gegen Boris Gurewitsch aus der Sowjetunion. Bei weiteren internationalen Meisterschaften war er nicht am Start.
1954 stand Leo Honkala in einer finnischen Nationalstaffel, die gegen Schweden rang. Er unterlag dabei gegen Edvin Vesterby nach Punkten und siegte mit dem gleichen Resultat über den Weltmeister von 1950 Bengt Johansson.
Die finnische Meisterschaft konnte Leo Honkola nur einmal, 1956, erringen.
Nach seiner aktiven Zeit als Ringer war Leo Honkala einer der erfolgreichsten Trainer in Finnland, der in den 1960er und 1970er Jahren viele finnische Ringer in die Weltspitze führte. 1974 ging er als Trainer nach Schweden und arbeitete auch dort überaus erfolgreich als Ringertrainer. Sein Meisterschüler war der vielfache schwedische Weltmeister Frank Andersson.
In Schweden begann Leo Honkala in bereits vorgerücktem Alter mit dem Powerlifting (Kraftdreikampf). Er startete dabei für AK Borlänge und stellte ab 1980 in den verschiedenen Altersgruppen eine ganze Reihe von schwedischen Rekorden auf. Im November 2006 wurde der 73-jährige Honkala bei den Senioren-Europameisterschaften im Gewichtheben in Tschechien positiv auf anabole Steroide getestet und für zwei Jahre gesperrt. Honkala gab zu, sich die Mittel über das Internet besorgt und schon früher mit solchen Methoden gearbeitet zu haben.

## Internationale Erfolge
| Jahr | Platz  | Wettbewerb     | Stil | Gewichtsklasse | |
| ---- | ------ | -------------- | ---- | -------------- | --- |
| 1952 | Bronze | OS in Helsinki | GR   | Fliegen        | mit Siegen über Werner Zimmer, Saarland, Mohmoud Fawzi, Ägypten und Heinrich Weber, Deutschland und Niederlagen gegen Ignazio Fabra, Italien u. Boris Gurewitsch, UdSSR |

## Finnische Meisterschaften
| Jahr | Platz | Stil | Gewichtsklasse |                                              |
| ---- | ----- | ---- | -------------- | -------------------------------------------- |
| 1953 | 3.    | F    | Bantam         | hinter Tauno Jaskari und Arvo Kyllönen       |
| 1954 | 2.    | GR   | Bantam         | hinter Matti Rantala und vor Onni Hakarainen |
| 1954 | 2.    | F    | Bantam         | hinter Tauno Jaskari und vor Tenho Haapala   |
| 1956 | 1.    | GR   | Bantam         | vor Reijo Nykänen und Aaro Paski             |

Anm.: OS = Olympische Spiele, F = freier Stil, GR = griechisch-römischer Stil, Fliegengewicht, bis 52 kg, Bantamgewicht, bis 57 kg Körpergewicht